# 菲什霍克 (阿拉斯加州)
菲什霍克（英語：Fishhook）是位於美國阿拉斯加州馬塔努斯卡-蘇西特納自治市鎮的一個非建制地區和人口普查指定地區。根據2010年美國人口普查，該地人口為4679人，而該地的面積約為228.90平方千米。

## 地理
菲什霍克的座標為61°40′38″N 149°15′54″W / 61.67722°N 149.26500°W，而該地的平均海拔高度為516米（即1695英尺）。